# Königsdiktatur
Königsdiktatur ist die persönliche Ergreifung und Ausübung der Macht durch den Monarchen in einer Monarchie, in der sonst seine Macht beschränkt ist.

## Definition – Typologie – Begriffsabgrenzung
Abgesehen von der Epoche des Absolutismus, in der Könige faktisch diktatorische Macht besaßen, sind Königsdiktaturen seit dem 18. Jahrhundert in Erscheinung getreten.
Ihre gemeinsamen Merkmale waren das Vorhandensein von Verfassung, Parlament und politischen Parteien, die alle durch einen politischen Umsturz, der vom Monarchen geleitet und vom Militär ausgeführt wurde, aufgehoben bzw. zeitweilig suspendiert wurden. Bei Jugoslawien und Rumänien gibt es noch zusätzliche Gemeinsamkeiten: Die gleichzeitige Bedrohung durch kommunistisch-revolutionär gesinnte Linke, die nach Anweisungen der KPdSU handelten, sowie durch Rechtsextremisten, die „Ordnungsstaaten“ nach dem Muster Mussolinis und Hitlers zu errichten anstrebten, erwies sich als Dilemma für die Monarchie.

## Bekannte Beispiele
- Schweden: Gustav III., 18. Jahrhundert,
- Jugoslawien: Alexander I., und nach ihm Prinzregent Paul, von 1929 bis 1941,
- Bulgarien: Boris III., und nach ihm Prinzregent Kyrill, von 1935 bis 1944,
- Rumänien: Karl II., von 1938 bis 1940,
- Albanien: Zogu I., 20. Jahrhundert,
- Ägypten: Fu'ād I. (de facto), 20. Jahrhundert,
- Nepal: Gyanendra, von 2005 bis zum 18. Mai 2006.

## Gustav III. in Schweden

### Ablauf
Am 30. November 1718 fiel König Karl XII. bei der Belagerung von Frederikshald, ohne einen Erben zu hinterlassen. Am 6. Dezember wurde seine Schwester Ulrike Eleonore zur regierenden Königin gewählt. Sie musste jedoch auf den Absolutismus der schwedischen Könige aus der Dynastie Wittelsbach verzichten und die königliche Souveränität aufgeben.
1719 nahm die neue Verfassung vom 21. Februar dieses Jahres dem König jede Macht. Die Stände (der Reichstag) wurden zu alleinigen Trägern der Volkssouveränität. Der König durfte nur mit Genehmigung des Reichstags ins Ausland reisen und Beamte ver- oder absetzen. Beinahe das einzige Vorrecht, das man dem König beließ, war die Erhebung in den Adelsstand.
1720–1772 war die Epoche der sogenannten Freiheitszeit (schwed. Frihetstiden). Die schwachen und machtlosen Könige Friedrich I. von Hessen-Kassel (1720–1751) und Adolf Friedrich von Holstein-Gottorp (1751–1771) „regierten“. Dies war besonders schwer für Adolf Friedrichs Gemahlin, Königin Luise Ulrike (schwedisch Lovisa Ulrika, 1720–1782), eine Schwester Friedrich II. des Großen, die unermüdlich ihren 1746 geborenen Sohn Kronprinz Gustav bearbeitete, etwas für die Sache der Verstärkung der Königsmacht zu tun. König Friedrich selbst riet Gustav zur Mäßigung.
1771 starb König Adolf Friedrich, sein Sohn Gustav III. legte den Eid auf die Verfassung von 1720 ab. In seiner Thronrede vor den Ständen stellte er sich als „erster Bürger in einem freien Volk“ vor. Bald danach, unter dem Eindruck der 1. Teilung Polens (5. August 1772), die man auf die Schwäche der Königsmacht zurückführte (Schweden sah sich hier von Russland bedroht, das auf Finnland aspirierte, und von Dänemark, das seine ehemaligen Provinzen Schonen, Halland und Blekinge zurückholen wollte) verstärkte die royalistische Partei ihre Agitation und erhielt Unterstützung aus Frankreich, von dessen Subsidien die schwedische Wirtschaft abhängig war.
1772 gründete der finnische Oberst Jacob Magnus Sprengtporten den politischen Klub Svenska botten und organisierte einen Militärputsch in Finnland. Am 16. August befanden sich Sveaborg und Helsinki in den Händen der Putschisten. Schon vier Tage vorher gelang es den Putschisten unter Johan Christopher Toll, die Revolte in der wichtigen Garnisonstadt Kristianstad in Schonen mit Erfolg zu krönen. Am 19. August paradierte die Leibgarde vor dem König. Dieser hielt eine flammende Rede, in der er um Unterstützung der Garde bei der Abschaffung der Parteienherrschaft bat. In wenigen Stunden fiel Stockholm ohne Blutvergießen in seine Hände. Der Reichsrat wurde verhaftet, auch viele prominente Mitglieder des Reichstags gingen hinter Gitter. Der Umsturz wurde vom schwedischen Geldadel, besonders der Stockholmer Bankiersfamilie Grill, finanziell unterstützt. Durch seine Machtergreifung geriet Gustav III. in Konflikt mit starken gesellschaftlichen Kräften: konstitutionellen, die im Adel verankert waren, und sozialen, die vom Bauerntum (ofrälse) ausgingen.
Am Ende des Jahres 1772 trat die neue Verfassung in Kraft, die im Wesentlichen von Gustav III. selbst ausgearbeitet wurde. Unter anderem wurde dort vermerkt, dass der König alleine („Er und kein Anderer“) das Reich regierte und nur „vor Gott und dem Vaterlande“ verantwortlich war. Dieselbe Formulierung wurde übrigens, diesmal in Bezug auf den Staatspräsidenten, nach 160 Jahren in der von Józef Piłsudski ausgearbeiteten polnischen Verfassung von 1935 wieder aufgenommen. Der Staatsrat und die Behörden schuldeten nur dem König die Verantwortung. Der König ernannte die Beamten, nur ihm stand das Recht der Nobilitierung zu. Sämtliche Staatsmittel disponierte er alleine, er durfte jedoch keine neuen Steuern ohne Zustimmung der Stände auferlegen.
1774 wurde die Zensur eingeführt: Es war weiterhin möglich, die Beamten zu kritisieren, nicht aber den König oder seine Außenpolitik. Angriffe auf den Monarchen oder die Verfassung konnten als Staatsverrat geahndet werden.
1778 führte der König unter dem Einfluss seines Onkels Friedrich des Großen und gegen heftigen Widerstand der schwedischen protestantischen Bischöfe die Religionsfreiheit ein. Juden, Katholiken und Herrnhuter durften ab nun ihre Religion frei ausüben.
1782 erhielten die Juden Heimatrecht in Stockholm, Göteborg und Norrköping und durften dort Synagogen bauen.
1789: Eine Revision der Verfassung von 1772 gab dem König noch größere Macht. Er durfte nun einen Krieg alleine erklären, die Mitglieder des Staatsrats alleine ernennen. Im Ergebnis verschwand der Reichsrat nach 500 Jahren und wurde durch den Ministerrat (Conseil) ersetzt. Der Monarch wurde zum Vorsitzenden des Höchsten Gerichts, wo er über zwei Stimmen verfügte. Die Bauern durften ab nun Rittergüter kaufen, die Städte erhielten eine Bestätigung ihrer Privilegien. Gustavs neue Revolution bedeutete, dass die Bauern volle Selbständigkeit erhielten und dass nun eine neue Mittelklasse im Entstehen begriffen war. Dadurch erzeugte Gustav einen noch stärkeren Hass gegen ihn in Adelskreisen.
Am 16. März 1792 wurde Gustav III. während eines Maskenballs in der Stockholmer Oper von der Kugel des Attentäters Hauptmann Johann Jakob Anckarström, der ein adliger Rittergutsbesitzer war, getroffen und schwer verwundet. Er starb am 29. März.

### Analyse
Die Königsdiktatur Gustav III. trug in manchen Aspekten die Züge des damals in Europa verbreiteten „aufgeklärten Despotismus“, er selbst erinnerte in vielem an seinen Onkel Friedrich den Großen, zu dem er aber ein eher getrübtes Verhältnis hatte. In vieler Hinsicht war er moderner als sein Onkel oder andere zeitgenössische Regenten, wie z. B. Maria Theresia oder Katharina II., denn er war für moderne Wirtschaftstheorien dieser Zeit (den sog. Physiokratismus) viel empfänglicher. Seine Königsdiktatur war eine Kombination von antikonstitutionellen und antidemokratischen Neigungen und Maßnahmen und ein Zusammenwirken vom wirtschaftlichen Reformwillen und humanitärem Pathos.

## Alexander I. in Jugoslawien
Im Jahr 1929 schaffte Alexander I. die Parteien und die Verfassung ab und setzte die bürgerlichen Freiheitsrechte außer Kraft. Der König machte sich zum Chef einer Einheitspartei und übertrug die Bildung einer Regierung dem Gardekommandeur Petar Živković (1879–1947). Der Staatsstreich stieß auf keinen Widerstand, außer bei radikalen kroatischen Nationalisten.
Im gleichen Jahr wurde das bisherige Königreich der Serben, Kroaten und Slowenen (SHS) in Königreich Jugoslawien umbenannt. Die 33 Bezirke wurden abgeschafft und 9 Banschaften geschaffen, die keine nationale oder konfessionelle Basis hatten. Eine neue Verfassung trat in Kraft, eine zweite Kammer, der Senat wurde geschaffen, dessen Mitglieder zur Hälfte vom König bestimmt wurden. Der König wählte auch die Minister aus, und das Parlament hatte keine Macht, die Regierung zu stürzen.
Von 1929 bis 1934 gelang es der Königsdiktatur nicht, Ruhe und Ordnung im Lande zu schaffen. Kroaten und Slowenen boykottierten die Wahl, es kam zu Studenten- und Bauernunruhen. Anschläge auf die Eisenbahn wurden verübt, hinter denen die kroatischen Nationalisten unter der Führung des Rechtsanwalts Ante Pavelić standen.
Am 9. Oktober 1934 fiel Alexander I. in Marseille zusammen mit dem französischen Außenminister Louis Barthou einem von Wlado Tschernosemski ausgeführten Attentat zum Opfer. Sein minderjähriger Sohn Peter II. wurde zum König ausgerufen. Prinz Paul Karađorđević (1893–1976), ein entfernter Verwandter Alexanders, wurde zum Prinzregenten ernannt. Paul, ein großer Kunstkenner, interessierte sich wenig für Politik, mochte jedoch das politische Testament seines Vetters vollstrecken und die Einheit Jugoslawiens bewahren. Der neue Ministerpräsident Bogoljub Jevtić versuchte, die von Alexander geschaffene Einheitspartei zu retten.
1936 folgte das autoritäre Regime Jugoslawiens unter Milan Stojadinović der vom französischen Ministerpräsidenten Pierre Laval empfohlenen Politik der Annäherung an Italien. Die Grenzen des Landes wurden von Hitler und Mussolini anerkannt. Der faschistische Einfluss in Jugoslawien wuchs.
Am 6. Februar 1939 entließ Prinzregent Stojadinović und kehrte zur parlamentarischen Regierungsform zurück, König Alexanders Verfassung von 1929 blieb indessen in Kraft, Prinz Paul behielt den entscheidenden Einfluss.
Am 25. März 1941 unterzeichnete Prinz Paul das Drei-Mächte-Abkommen mit Italien und dem Großdeutschen Reich. Zwei Tage später stürzte ein Militärputsch unter der Führung des Luftwaffengenerals Bora Mirković den als deutschfreundlich angesehenen Regenten. Schon am 6. April dieses Jahres setzte die Wehrmacht zum Angriff auf Belgrad an. Dies war das Ende des Königreichs Jugoslawien, obwohl es noch bis 1945 einen Exilkönig und -regierung in London hatte.

## Fu'ād I. in Ägypten
1928 suspendierte der ägyptisch-sudanesische König Fu'ād I. die Verfassung des Königreichs Ägypten von 1923 und erließ zusammen mit dem von 1930 bis 1933 diktatorisch regierenden Premierminister Ismail Sidqi Pascha 1930 eine neue Verfassung, die ein reaktionäres Wahlrecht und die Pressezensur einführte und die Arbeit der politischen Parteien sowie die Versammlungs- und Meinungsfreiheit beschränkte. Die Rolle des Parlamentes wurde auf einen beratenden Status beschränkt. 1933 musste Fu'ād I. aber nach Massendemonstrationen Sidqi entlassen, übte aber bis 1935 in noch erheblicherem Masse Einfluss auf die ägyptische Tagespolitik aus. Im Dezember 1935 ließ er die frühere liberale Verfassung wiedereinsetzen. Fu'ād I. starb 1936 und übergab die Herrschaft an seinen Sohn Faruq, der 1937 inthronisiert wurde und deutlich demokratischer regierte als sein Vorgänger. Das politische System Ägyptens von 1923 blieb bis zur Revolution von 1952 bestehen.

## Karl II. in Rumänien
1893 wurde Karl als Sohn des Kronprinzen Ferdinand geboren. 1921 wurde er zur Ehe mit Helena von Griechenland gezwungen. Noch im gleichen Jahr kam Kronprinz Michael I. zur Welt.
1922 kam Ion I. C. Brătianu, der aus einer der mächtigsten Politikerfamilien Rumäniens stammte, an die Macht und führte 1923 eine konstitutionelle Monarchie nach britischem Vorbild ein; ein Zwei-Kammern-Parlament mit direkten, allgemeinen und geheimen Wahlen zum Unterhaus und nur nomineller Königsmacht. 1925 floh Prinz Karl mit seiner Geliebten Magda Lupescu.
Am 20. Juli 1927 starb König Ferdinand I. an Krebs. Der Ministerpräsident Vintilă Brătianu ließ Prinz Karl aus der Thronfolge ausschließen und seinen fünfjährigen Sohn Michael zum König ausrufen. Das Land wurde von Brătianu mit einem Regentschaftsrat regiert. In den Augen der Rumänen war Karl das Opfer einer politischen Intrige des Brătianu-Clans. Im gleichen Jahr gründete der rechte Politiker Corneliu Zelea Codreanu die faschistische und antisemitische Organisation Legion Erzengel Michael.
1928 bereiten die Militärs einen Staatsstreich vor, der den Sturz Brătianus und Karls Thronbesteigung zum Ziel hatte. Scotland Yard verhinderte jedoch Karls Ausreise aus England. 1929 verlor Brătianu die Macht an den Führer der Bauernpartei Iuliu Maniu, der nun neuer Ministerpräsident wurde. Er machte Karl den Vorschlag, mit Lupescu zu brechen und nach Rumänien zurückzukehren. Am 5. Juni 1930 kehrte Karl nach Rumänien zurück, am 8. Juni wurde Michael abgesetzt und Karl zum König ausgerufen. Bald kam auch Helena Lupescu nach, die Karl vorerst versteckt gehalten hatte.
1931 wurde der für Codreanus Ideen sehr empfängliche Nicolae Iorga neuer Ministerpräsident. Karl versuchte, eine politische Allianz mit Codreanu zu schließen, die dieser jedoch ablehnte. Er hatte besonders auf dem Lande viele Anhänger, und der rumänische Faschismus wurde zu einer ernsten Bedrohung für die Monarchie. Um ein Gegengewicht zu Codreanus Anhängern zu schaffen, die sich ab 1930 Eiserne Garde nannten, rief der König die paramilitärische Jugendorganisation Straja Țării ins Leben.
1932 schuf Karl eine Geheimpolizei, die gleichermaßen gegen Faschisten und Kommunisten gerichtet und an seine Person gebunden war. Diese Instanz begnügte sich nicht mit Überwachung, sie verhaftete, folterte und liquidierte, wie es ihr gefiel. Im darauf folgenden Jahr mehrten sich die Gewaltakte auf beiden Seiten: Die Eisernen Garden verübten Morde, Brandstiftungen und Überfälle auf Polizeiposten und jüdische Häuser. Karls Polizisten führten Hausdurchsuchungen und brutale Verhöre durch, und etwa 18.000 Gardisten wurden verhaftet. Am 29. Dezember verhängte der König den Ausnahmezustand, der bis zum Ende seiner Regierung zweimal jährlich verlängert wurde.
1937 erlangte Codreanus Partei 66 Parlamentsmandate und wurde zur zweitstärksten Fraktion. In den Städten wüteten antisemitische Demonstrationen. Der König löste das neugewählte Parlament auf, ehe es überhaupt tagen konnte, und übertrug die Macht an Octavian Goga, dem Chef der rechtsorientierten Nationaldemokraten. Goga forderte General Ion Antonescu auf, sich politisch zu betätigen. Antonescu nahm den Posten des Verteidigungsministers an. In der zweiten Hälfte des Jahres löste der König alle politischen Parteien auf, erklärte sich selbst zum Diktator und übertrug den Ministerpräsidentenposten dem Patriarchen Miron Cristea, um die orthodoxe Kirche auf seine Seite zu ziehen.
1938 machte Carols Polizei Jagd auf die Eiserne Garde; Codreanu wurde zu 10 Jahren Zwangsarbeit verurteilt. Am 30. November wurde er mit 13 Anhängern im Gefängnis ermordet.
1940 erzwangen Hitler und Stalin große Gebietsabtretungen an die UdSSR, Bulgarien und Ungarn. Am 3. September besetzte die Eiserne Garde den Rundfunksender und die Telefonzentrale in Bukarest. Carol II. bat Antonescu um Vermittlung, der alle Vollmachten und die Abdankung Karls II. forderte und seine Übersiedlung mit Magda Lupescu ins Ausland garantierte. Am 6. September unterzeichnete Karl ein Manifest, in dem er die Krone seinem Sohn Michael übergab, ohne das Wort Abdankung auszusprechen. Ein Sonderzug, vollbeladen mit Möbeln und Gemälden aus dem Königspalast, brachte das Paar in das Schweizer Exil. Antonescus Militärdiktatur ersetzte Carols Königsdiktatur.

## Gyanendra in Nepal
Am 1. Juni 2001 wurde der nepalesische König Birendra und seine Familie unter mysteriösen Umständen getötet. Kronprinz Dipendra, nach offiziellen Berichten der Täter, starb am 4. Juni. Gyanendra, der jüngere Bruder von Birendra, wurde an diesem Tag zum König ausgerufen.
Am 1. Februar 2005 setzte Gyanendra die Regierung ab, nachdem er ihr Versagen bei der Vorbereitung der Wahlen im April 2005 und im Kampf gegen Maoisten vorwarf. Die Maoisten bekämpften seit Jahren die Monarchie im Land und wollen einen marxistischen Staat aufbauen. Am 2. Februar übernahm Gyanendra selbst die Leitung eines Notstandskabinetts und wurde somit Staats- und Regierungschef in einer Person. Am 24. April 2006 kündigte er in einer Fernsehansprache die unmittelbare Wiedereinsetzung des einstigen Parlamentes an.
Am 18. Mai 2006 beschloss das Parlament mit einer einstimmig angenommenen Resolution weitreichende Änderungen der staatlichen Ordnung: König Gyanendra verliert den Oberbefehl über das Militär und soll nur noch repräsentative Aufgaben wahrnehmen, aber keinen Einfluss auf die Staatsgeschäfte mehr ausüben.
Am 28. Dezember 2007 votierte das Parlament mit mehr als zwei Drittel der Abgeordnetenstimmen für einen Zusatz zur Übergangsverfassung, der de facto die Abschaffung der Monarchie bedeutete. Eine Mehrheit von 270 der 329 Abgeordneten sprach sich für eine föderale demokratische Republik als Staatsform aus. Formell wurde der König am 28. Mai 2008 durch eine verfassungsgebende Versammlung endgültig entmachtet. Die Wahlen zur verfassungsgebenden Versammlung hatten zuvor am 10. April 2008 einen überraschenden Erdrutschsieg für die Maoisten ergeben. Am 21. Juli 2008 wurde Ram Baran Yadav zum ersten Präsidenten der Republik Nepal gewählt.